# Euchrysops
Genre
Euchrysops est un genre de lépidoptères (papillons) de la famille des Lycaenidae et de la sous-famille des Polyommatinae.

## Taxonomie
Le genre Euchrysops a été décrit par le zoologiste britannique Arthur Gardiner Butler en 1900, avec pour espèce type Hesperia cnejus Fabricius, 1798.

## Répartition
Les espèces du genre Euchrysops sont presque toutes originaires d'Afrique et/ou de la péninsule arabique, à l'exception d’Euchrysops cnejus, qui se rencontre en Asie du Sud et du Sud-Est et en Océanie.

## Liste des espèces
Selon FUNET Tree of Life (2 juillet 2020) :
- Euchrysops abyssinica (Aurivillius, 1922)
- Euchrysops alberta (Butler, 1901)
- Euchrysops albistriata (Capronnier, 1889)
- Euchrysops banyo Libert, 2001
- Euchrysops barkeri (Trimen, 1893)
- Euchrysops brunneus Bethune-Baker, [1923]
- Euchrysops cnejus (Fabricius, 1798)
- Euchrysops crawshayi (Butler, 1899)
- Euchrysops cyclopteris (Butler, 1876)
- Euchrysops decaryi Stempffer, 1947
- Euchrysops dolorosa (Trimen, 1887)
- Euchrysops horus (Stoneham, 1938)
- Euchrysops kabrosae (Bethune-Baker, 1906)
- Euchrysops katangae Bethune-Baker, [1923]
- Euchrysops leucyanea (Hewitson)
- Euchrysops lois (Butler, [1886])
- Euchrysops malathana (Boisduval, 1833)
- Euchrysops mauensis Bethune-Baker, [1923]
- Euchrysops migiurtiniensis Stempffer, 1946
- Euchrysops nandensis (Neave, 1904)
- Euchrysops nilotica (Aurivillius, 1904)
- Euchrysops osiris (Hopffer, 1855)
- Euchrysops philbyi Gabriel, 1954
- Euchrysops reducta Hulstaert, 1924
- Euchrysops sagba Libert, 1993
- Euchrysops sahelianus Libert, 2001
- Euchrysops severini Hulstaert, 1924
- Euchrysops subpallida Bethune-Baker, [1923]
- Euchrysops unigemmata (Butler, 1895)